# 泰諾耶水庫
泰诺耶水库（俄语：Тайное Водохранилище），日称湯ノ澤（日语：／），是位于萨哈林州南部特河上的水库，1920年建成，壩高18米，距离最近的定居点1公里，向北5公里是霍尔姆斯克，是附近居民游玩的好去处，上有魔鬼桥。